# بخش سیرسا
بخش سیرسا (به انگلیسی: Sirsa district) یک منطقهٔ مسکونی در هند است که در بخش هیسار واقع شده‌است. بخش سیرسا ۴٬۲۷۷ کیلومتر مربع مساحت و ۱٬۲۹۵٬۱۸۹ نفر جمعیت دارد.